# Sveriges Flickscoutråd
Sveriges Flickscoutråd (SFR) var en paraplyorganisation som organiserade Sveriges flickscouter. SFR grundades 1931 och existerade till utgången av 1968 då all verksamhet flyttades över till Svenska Scoutrådet (SSR). Från 1965 var SFR en del av Svenska Scoutunionen (SSU).
Från 1951 var SFR Sveriges representant i World Association of Girl Guides and Girl Scouts (WAGGGS).
Medlemsförbunden från start var Sveriges Flickors Scoutförbund (SFS) och KFUK:s scoutförbund. Senare tillkom även Frälsningsarméns Flickscoutförbund och flickscoutavdelningarna ur IOGT och NTO.